# Swarzędz

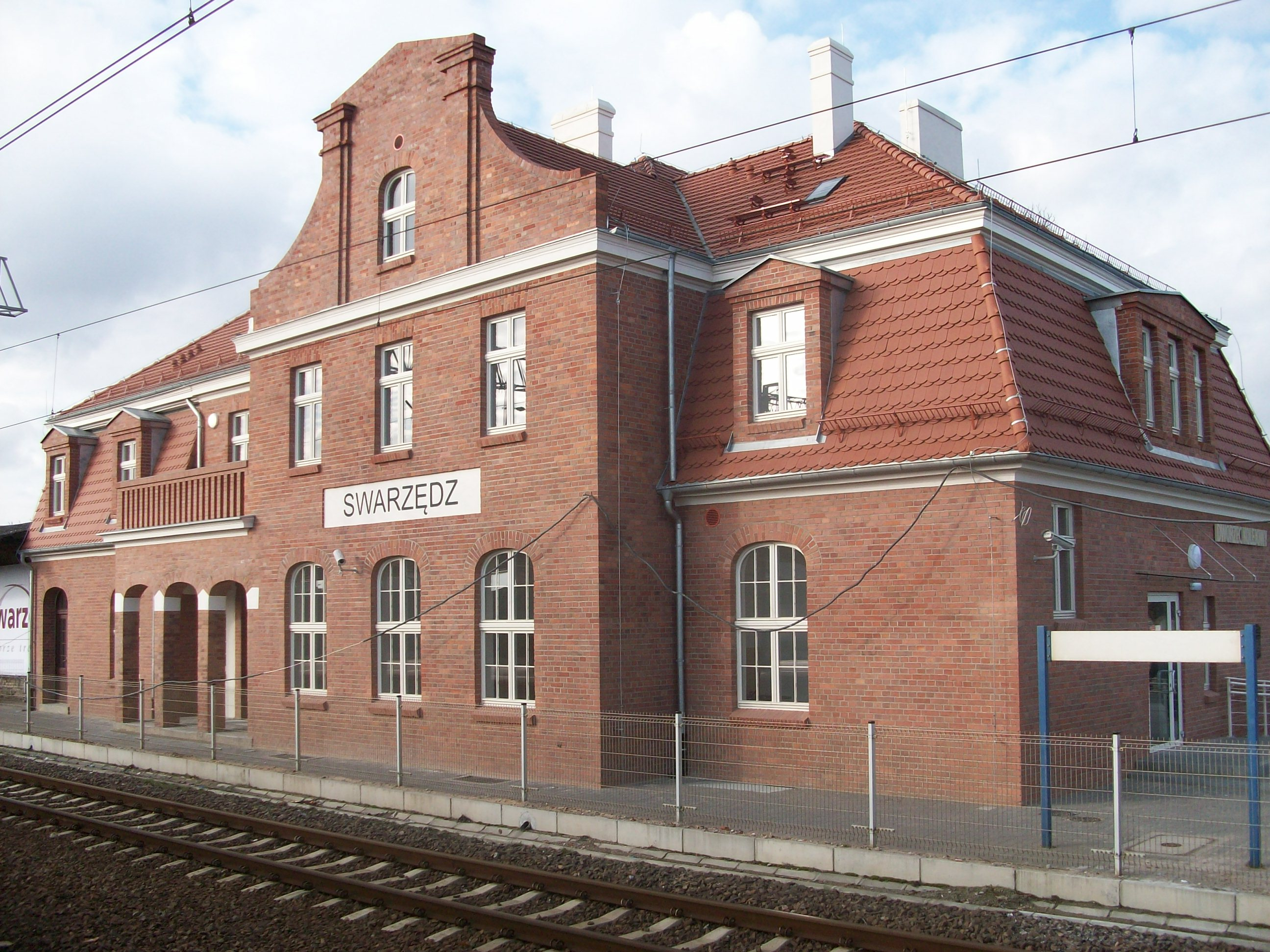
Ga xe lửa Swarzędz

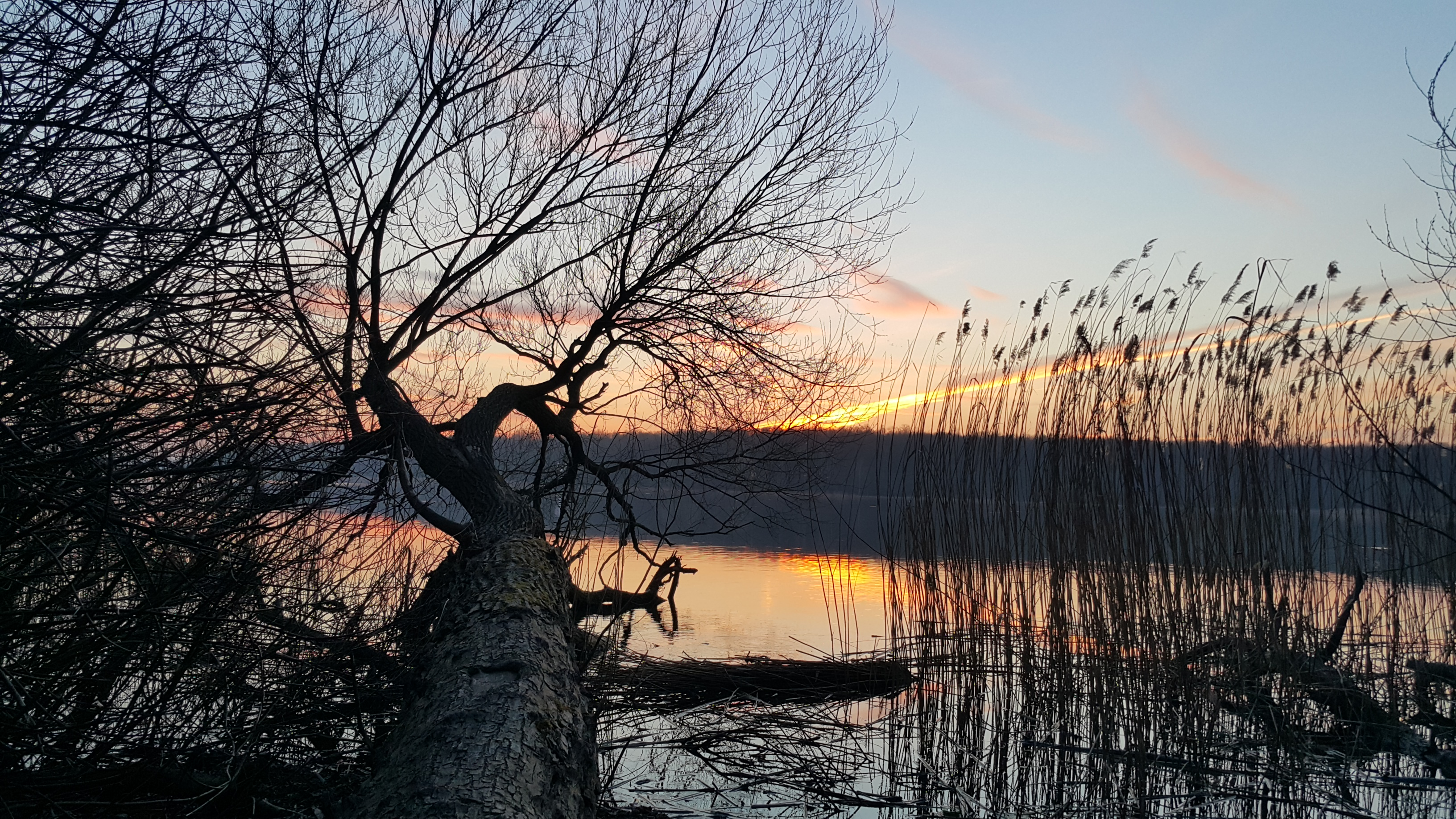
Hồ Swarzędz

Swarzędz là một thị trấn hạt Poznań, tỉnh Greater Poland, miền trung Ba Lan. Từ năm 1975 - 1998, thị trấn nằm trong tỉnh Poznań, kể từ năm 1999 đến nay, nó thuộc quyền quản lý của tỉnh Greater Poland. Thị trấn có diện tích 8,16 km². Tính đến năm 2006, dân số của thị trấn là 29.894 người với mật độ 3.700 người/km².

## Lịch sử
Thị trấn Swarzędz được thành lập từ năm 1366. Nhờ có vị trí địa lý thuận lợi nằm trên tuyến đường từ Poznań đến Masovia mà thị trấn có một nền kinh tế rất phát triển. Ban đầu thị trấn là tài sản thuộc sở hữu tư nhân của dòng họ Łodziów, từ thế kỷ 15, nó được truyền lại cho dòng họ Górków. Năm 1638, thị trấn được trao đặc quyền thị trấn theo luật Magdeburg. Năm 1793, thị trấn bị quân đội Phổ chiếm đóng. Năm 1807, Swarzędz trở thành một phần của Công tước xứ Warsaw. Năm 1815, sau khi Công tước xứ Warsaw bị sụp đổ, thị trấn lại nằm dưới sự cai trị của Phổ.
Năm 1887, thị trấn được kết nối với tuyến đường sắt từ Poznań đến Września. Do đó, mạng lưới phương tiện giao thông của thị trấn ngày càng được mở rộng, điển hình là tuyến đường sắt từ Warsaw đến Poznań. Năm 1919, sau Chiến tranh thế giới lần thứ nhất, Swarzędz một lần nữa được khôi phục lại Ba Lan, nhưng bị Đế chế thứ ba chiếm đóng vào đầu Chiến tranh thế giới lần thứ hai. Từ 1941 - 1943, một trại lao động của người Do Thái được xây dựng tại đây.

## Một số địa điểm tham quan nổi tiếng trong thị trấn
- Bảo tàng ngoài trời Ryszard Kostecki - một trong những chi nhánh của Bảo tàng Nông nghiệp Quốc gia ở Szreniawa.
- Nhà thờ bằng gỗ của Thánh Nikolaus - được xây dựng từ nửa sau của thế kỷ 16
- Nhà thờ thánh Martin - được xây dựng từ thế kỷ 18
- Ở thị trấn Uzarzewo gần đó có một công viên được xây dựng từ thế kỷ 19, một Bảo tàng Săn bắn và Nhà thờ Tổng lãnh thiên thần Michael

## Những nhân vật nổi tiếng xuất thân từ thị trấn
- Simon Baruch (1840 - 1921) - bác sĩ người Mỹ gốc Đức
- Erich Ludendorff (1865 - 1937) - tướng Đức
- Philipp Jaffé (1819 - 1870) - nhà sử học người Đức
- Robert Siewert (1887 - 1973) - chính trị gia người Đức
- Aleksander Doba (sinh năm 1946) - vận động viên chèo thuyền kayak Ba Lan